# جامپ بال

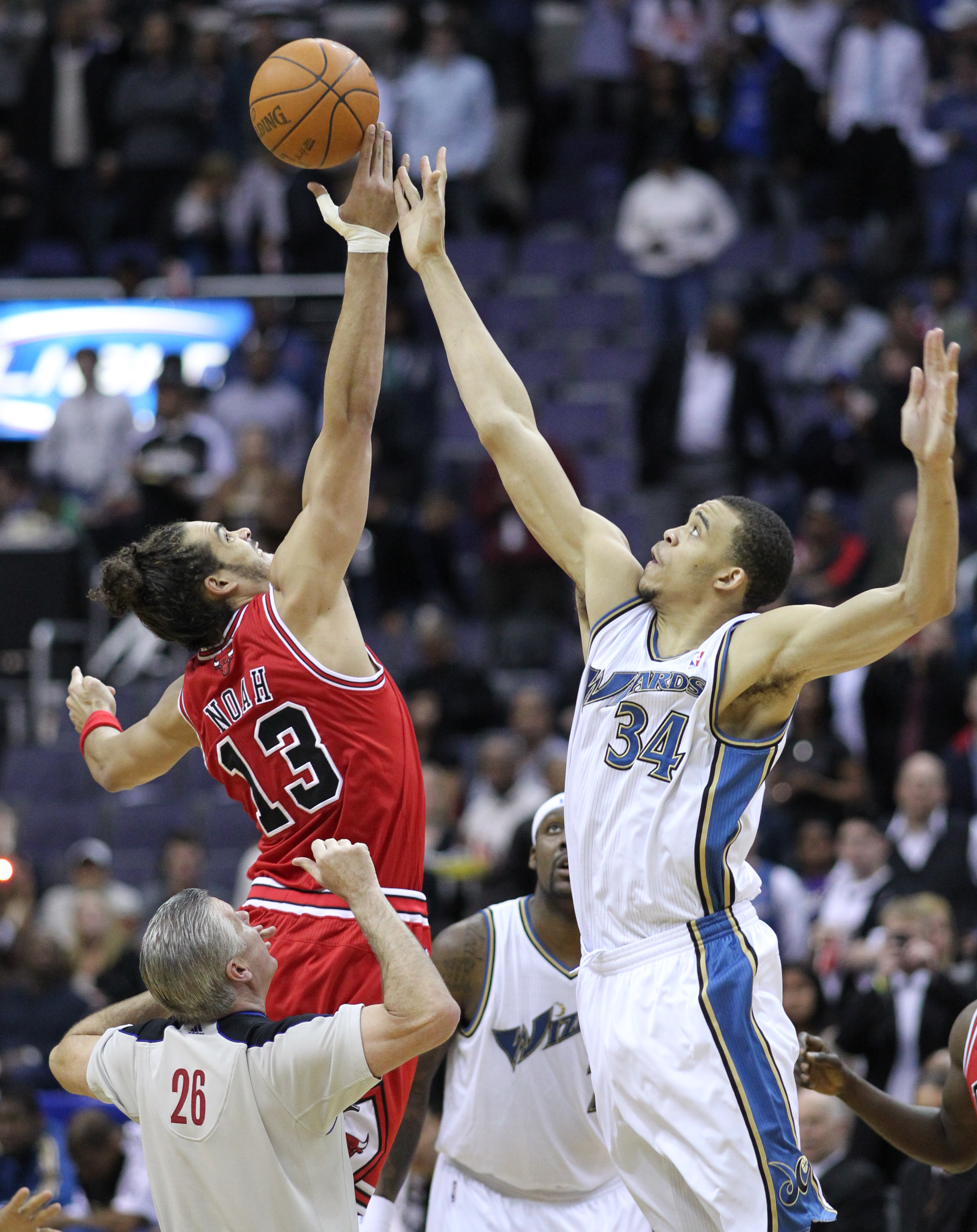
جهش توپ و پرتاب از وسط شروع می‌شود.

جامپ بال (به انگلیسی: Jump ball) از قواعد اصلی شروع بازی بسکتبال در بدو شروع می‌باشد به این صورت که داور در وسط زمین توپ را با زاویه مناسب به هوا انداخته و دو بازیکن مخالف در وسط زمین سعی درگرفتن توپ، شروع بازی و برد حریف می‌کنند.